# Colles Nili
I Colles Nili sono una struttura geologica della superficie di Marte.